# Anjuta
Anjuta est un environnement de développement intégré (IDE) libre pour les langages C, C++, Java, JavaScript, Python et Vala. Il a été écrit pour les bibliothèques GTK+/GNOME et il fournit un nombre important de fonctions avancées de programmation. Il inclut un système de gestion de projet, de création d’application interactive, une interface au débogueur et un puissant éditeur de code avec une navigation efficace et de la coloration syntaxique.

## Historique

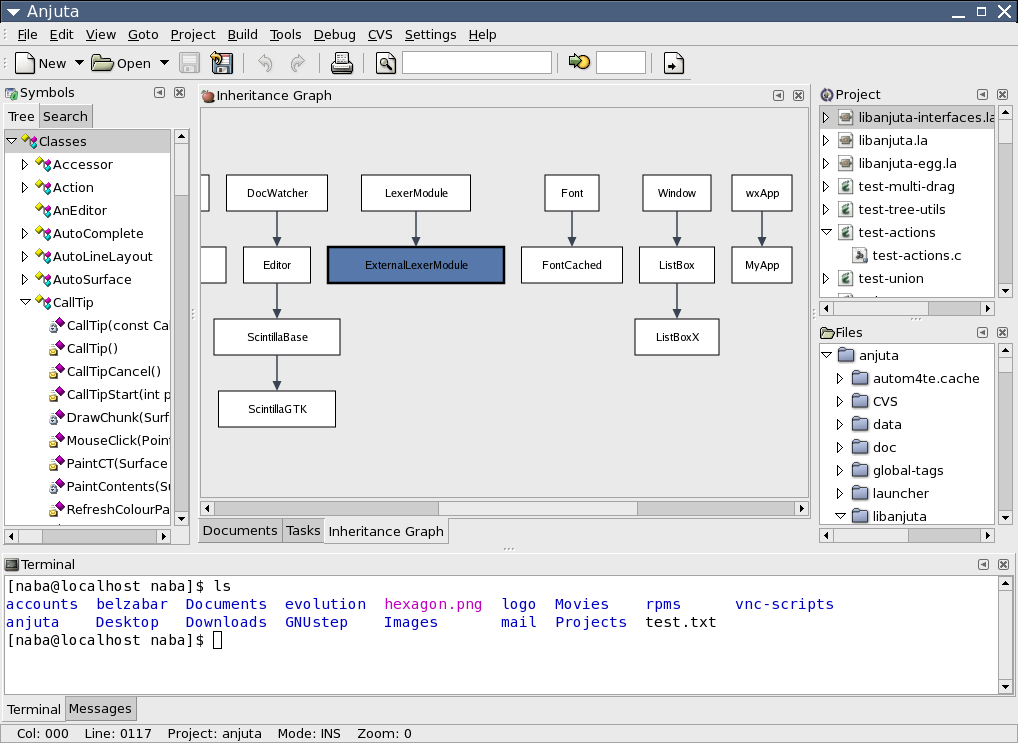
Capture d'écran de Anjuta.

### Version 1.0
En 1999, Naba Kumar sortit la première version alpha d'Anjuta, un environnement de développement intégré pour GNOME qui serait l'union de tous les meilleurs outils de développement en ligne de commande du monde Linux. Recevant un accueil favorable de la communauté, la première version stable (1.0) sortit en 2002.

### Vers une version 2
Mais des limitations dans son architecture peu modulaire se firent vite sentir, et la décision fut prise de faire une complète réécriture du logiciel. À cette époque, gIDE, un autre IDE semblait poursuivre le même but, et le 9 novembre 2001 les deux projets fusionnèrent pour la réalisation d'Anjuta 2, la base venant d'Anjuta et le système de greffons de gIDE

### Version 1.2
La sortie de GNOME 2.0 signifiait qu'Anjuta 1.0 utilisant les vieilles bibliothèques de GNOME 1.4 ne s'intégrait plus très bien dans le bureau. Il était clair qu'Anjuta 2 ne pourrait remplacer Anjuta 1.0 avant longtemps, aussi les développeurs décidèrent de porter Anjuta 1.0 sous GNOME2, pour créer Anjuta 1.2, et de développer Anjuta 2 en parallèle. Les développements se concentrèrent alors sur Anjuta 1.2 car de nombreuses personnes utilisaient et voulaient améliorer Anjuta 1.0. Malheureusement, cela eut pour effet de ralentir le développement d'Anjuta 2.

### Scaffold
Après la sortie d'Anjuta 1.2 en 2003, Anjuta 2 redevint la priorité, mais un désaccord entre les deux groupes de développeurs causa le changement de nom d'Anjuta2 en Scaffold. Scaffold était en majorité développé par les anciens développeurs de gIDE, et Anjuta 2 était développé par les développeurs d'Anjuta 1.2, sur l'ancien code mais avec une nouvelle architecture. Le but d'Anjuta 2 était d'utiliser les fonctionnalités de l'ancien Anjuta, bien qu'avec une nouvelle architecture. Cela engendra une certaine confusion dans la communauté du logiciel libre qui commença à penser que les deux projets (Anjuta 2 et Scaffold) étaient morts.

### Version 2.0
Mais Naba qui avait toujours cru en sa vision des choses implémenta le système de greffons et porta des fonctionnalités plus anciennes dans de nouveaux greffons pour Anjuta 2.0. Du code de l'ancien Anjuta 2.0 (Scaffold) fut réutilisé dans le nouvel Anjuta 2.0 (le dérivé d'Anjuta 1.2). Après avoir été dans le creux de la vague pendant un an, l'avenir se dessine avec la sortie le 15 mai 2005 d'Anjuta 2.0.0, la première version alpha (version de test) d'Anjuta 2.0.
Le 25 juin 2007, Anjuta DevStudio a annoncé la sortie de la première version stable d'Anjuta 2 : la version V2.2.0, surnommée Hurricane.

### Version 3.0
Annoncé le 4 avril 2011, comparé à la version précédente 2.32.x elle apporte un nouveau gestionnaire de projet pouvant utiliser un panel plus large d'outils autotools, une interface utilisateur git remodelée, une meilleure intégration de glade, un rechercher/remplacer pouvant utiliser des expressions régulières, l'assistant de projet adapté a Gnome 3 ainsi que la correction de dysfonctionnements.

## Fonctionnalités
Il intègre de nombreuses fonctionnalités d'aide au développement, notamment, la gestion de projets, des auto-pilotes d'applications, un débogueur intégré, et un éditeur intégrant la coloration syntaxique du code source.

### Éditeur
- coloration syntaxique
- complétion automatique
- indentation automatique
- repliage/cachage de code (folding)
- navigation dans la structure du code (par classes, définitions, etc.)
- affichage de numéros de ligne et des marqueurs
- gestion de marque-pages
- fenêtres détachables (dockables)
- zoom

### Environnement de développement
- débogueur intégré (repose sur gdb)
- assistants de création d'applications
- compilation par fichier et par projet
- supporte le C, le C++, mais aussi le Java, Perl, Pascal, (mode fichier uniquement) etc.
- système de messagerie interactive.